# Alla kungens män
För andra betydelser, se Alla kungens män (olika betydelser).
Alla kungens män (originaltitel: All the King's Men) är en roman från 1946 av Robert Penn Warren. Den utkom för första gången på svenska 1947, i översättning av Nils Holmberg.
Romanen handlar om den karismatiske populistiske guvernören Willie Stark och hans politiska intriger i "Djupa Södern" under Depressionen. Handlingen är inspirerad av den verkliga historien om den amerikanska senatorn Huey Long i Louisiana, som mördades 1935. Romantiteln är hämtad från barnramsan "Humpty Dumpty".
Romanen belönades med Pulitzerpriset för skönlitteratur 1947. Den har filmatiserats två gånger, 1949 och 2006. Den första filmatiseringen belönades bland annat med en Oscar för bästa film.